# Дітфурт
Дітфурт (нім. Dietfurt) — місто в Німеччині, розташоване в землі Баварія. Підпорядковується адміністративному округу Верхній Пфальц. Входить до складу району Ноймаркт.
Площа — 78,84 км2. Населення становить 6150 ос. (станом на 31 грудня 2020).